# Nuevo Laredo (kommun)
Nuevo Laredo är en kommun i Mexiko.   Den ligger i delstaten Tamaulipas, i den nordöstra delen av landet, 900 km norr om huvudstaden Mexico City.
Följande samhällen finns i Nuevo Laredo:
- Nuevo Laredo
- El Campanario y Oradel
- Nuevo Progreso